# Friedhof Ruhleben

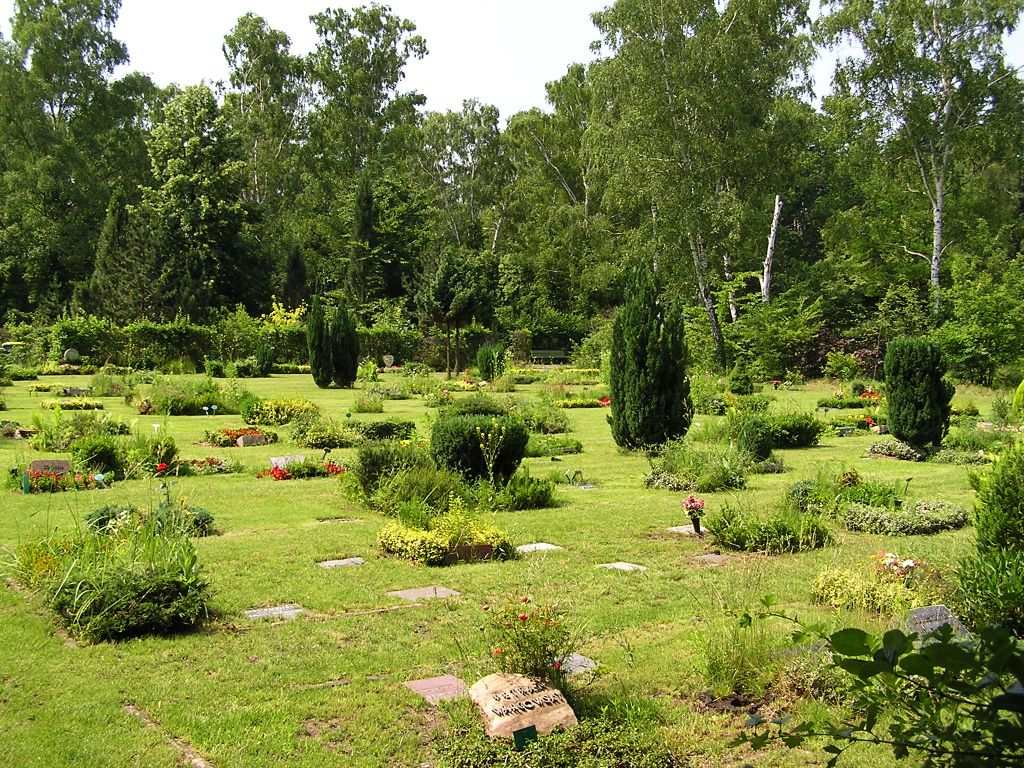
Urnengrabfeld auf dem Friedhof Ruhleben

Der landeseigene Friedhof Ruhleben im Berliner Ortsteil Westend (Ortslage Ruhleben) ist ein seit 1952 bestehender Parkfriedhof mit einer Größe von 13,9 Hektar. Auf seinem Gelände befindet sich das seit 1975 betriebene Krematorium Ruhleben.

## Geschichte

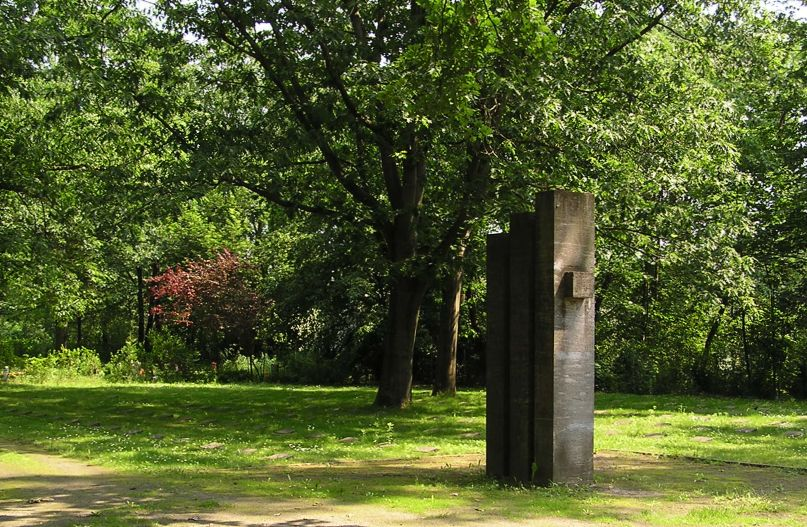
Kriegsopferzeichen von Karl Wenke

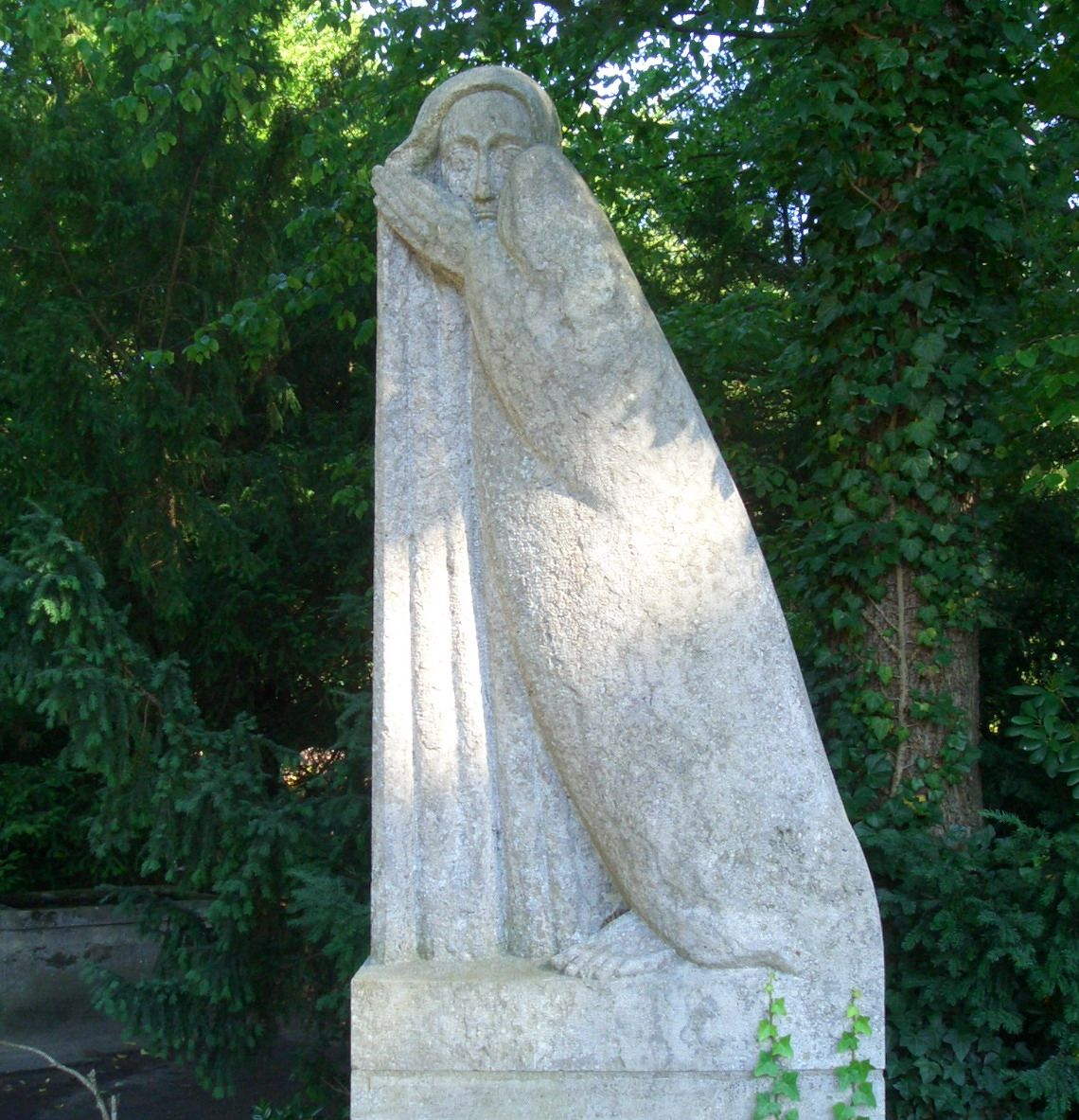
Trauernde von Otto Hitzberger

Nach dem Zweiten Weltkrieg wurde auf dem Berliner Messegelände im Bereich der heutigen Halle A ein Notfriedhof für etwa 4000 Kriegsopfer, sowohl Soldaten als auch Zivilisten, angelegt. 1947 forderten die Alliierten die Auflösung des Friedhofes. Da die Nutzung des Südwestkirchhofs in Stahnsdorf nicht mehr uneingeschränkt möglich war, wurde auf West-Berliner Gebiet eine Fläche für einen neuen Friedhof gesucht. Man wählte eine Fläche in der Nähe der Siedlung Ruhleben, die zuvor Exerzierplatz und im Zweiten Weltkrieg als Standort einer Flakbatterie gedient hatte (Beseitigung der letzten Reste erst 1968). Sie befindet sich auf den nördlichen Ausläufern der Murellenberge, einem weichselglazialen Hügelgebiet aus Stauch- und Endmoränen im Nordband des Teltowplateaus, das hier zum Berliner Urstromtal abfällt. Nach Osten begrenzt den Friedhof die Senke des heutigen Naturschutzgebietes Fließwiese Ruhleben, eines Verlandungsmoores, das die nördliche Fortsetzung des Trockentals Murellenschlucht bildet. Nach Westen geht das Friedhofsgelände in den Schanzenwald über, der bereits zum Talsandbereich der Spreeniederung im Urstromtal zählt. Die geplante Größe des Friedhofes betrug 22 Hektar, wobei vorerst nur 16 Hektar genutzt werden konnten, da die restliche Fläche im südlichen Teil vorerst weiter als militärischer Übungsbereich der Alliierten genutzt wurde (heute Übungsgelände der Berliner Polizei).
1950 begann die Anlage des Friedhofes. Hierbei wurde das Gelände mit Fichten, Kiefern und Birken aufgeforstet. Die Grabfelder wurden mit Sträuchern begrenzt. Die Einweihung fand am 17. August 1952 statt. Für die Feierlichkeiten wurde ein Provisorium errichtet, das bis zur Einweihung des Krematoriums genutzt wurde und heute als Abstellraum dient. Der größte Teil der ca. 4000 Bestattungen aus dem temporären Friedhof Eichkamp wurde hierher umgebettet. Recht strenge Vorschriften, die z. B. die Einfassung der Gräber untersagen, sollen den Charakter des Friedhofs, als Parkfriedhof mit starken Anklängen eines Waldfriedhofs, wahren. Im östlichen Friedhofsbereich wurde als Mahnung und Erinnerung an die Kriegsopfer die 1951 aus Muschelkalkstein geschaffene Skulptur Kriegsopferzeichen von Karl Wenke im Bereich eines Kriegsgräberfeldes aufgestellt. 2003 kam mit der spätestens 1927 geschaffenen Skulptur einer Trauernden von Otto Hitzberger, die gestiftet wurde, ein weiteres Kunstwerk auf den Friedhof.

## Krematorium Ruhleben

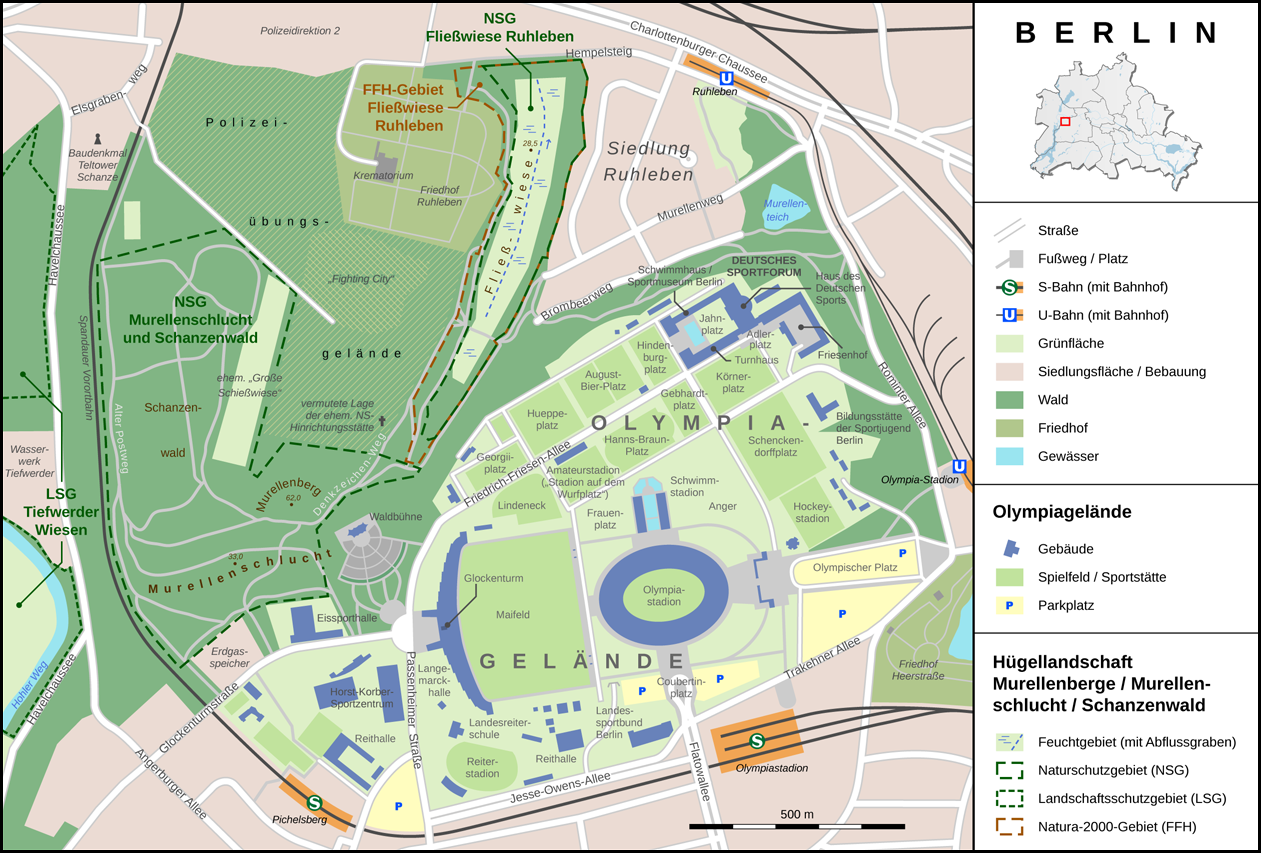
Lage des Friedhofs und des Krematoriums im Bereich der Murellenberge und des Olympiageländes

Nachdem in der Nachkriegszeit der Zugang zum nunmehr in Ost-Berlin gelegenen Krematorium Berlin-Baumschulenweg entfallen war und die West-Berliner Krematorien Wilmersdorf und Wedding an ihre Kapazitätsgrenzen stießen, entschloss sich der Berliner Senat zum Bau eines weiteren Krematoriums. Hierfür wählte er eine noch unbelegte Fläche auf dem Friedhof Ruhleben aus.
Für die Gestaltung des Neubaus wurde 1962 ein Wettbewerb ausgeschrieben, auf den 52 Entwürfe eingesandt wurden. Ausgezeichnet und für die Umsetzung ausgewählt wurde im April 1963 ein Entwurf von Jan und Rolf Rave. Das damalige Preisgericht glaubt, dass mit diesem Entwurf „die Trennungslinie zwischen Pathos und Technik“ durchbrochen werden könnte. Nachdem sich die Klärung der Finanzierung in die Länge zog, wurde 1972 mit dem Bau begonnen. Im März 1975 wurde das Krematorium eingeweiht. Die Baukosten betrugen letztlich gut 18 Millionen Mark.
Das Krematorium erhielt zwei Untergeschosse, in denen die vier Öfen und großzügig dimensionierte Lagerräume für Leichen errichtet wurden. Grund für die hohe Lagerkapazität ist, dass auch im Katastrophen-, Epidemie- oder Pandemiefall, eine hygienisch einwandfreie Lagerung von bis zu 1000 Leichen möglich sein soll. Die Räume im Untergeschoss werden durch einen tiefer gelegenen Wirtschaftshof von der Westseite aus erschlossen. Das Erdgeschoss ist als dreizügige Anlage gestaltet, wobei zwei Züge für Trauerfeiern dienen und der Mittelzug Betriebs- und Aufbahrungsräume aufnimmt. Der westliche Zug weist eine Trauerhalle für 160, der östliche für 60 Personen auf. Beide Züge werden von den Trauernden jeweils von Nord nach Süd durchlaufen. Nördlich des Krematoriums befindet sich ein gepflasterter Vorplatz, von dem die strukturell identischen Gebäudezüge betreten werden. Erst gelangen die Trauernden in einen Warteraum. Von dort geht es weiter nach Süden in die jeweilige Trauerhalle, die wiederum nach Süden in einen offenen Kondolenzhof verlassen wird. Von den beiden Kondolenzhöfen führen dann Ausgänge nach Süden in den Friedhof. Die Architekten haben diese Form des Durchwanderns des Gebäudes gewählt, damit eine Trauergesellschaft beim Verlassen des Gebäudes nicht auf die bereits nachfolgende Trauergesellschaft trifft.

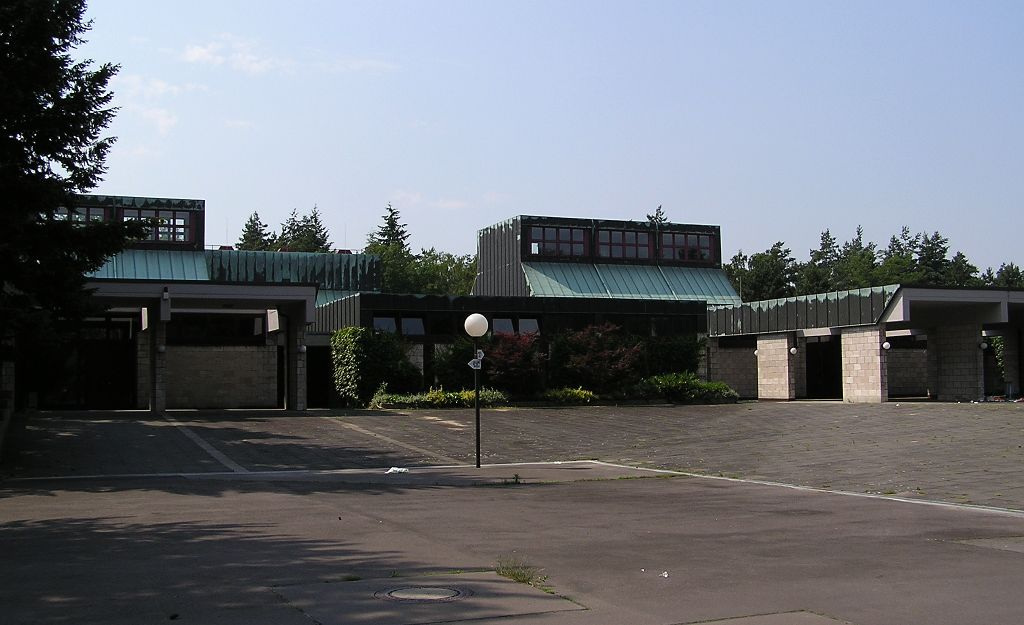
Vorplatz mit Nordfront des Krematoriums

Die Architektur des Krematoriums ist industriell und arbeitet hauptsächlich mit unbehandelten Materialien wie Betonhohlsteinen für die Wände und Kupfer für die Dächer. Farbanstriche kamen nur bei Türen und Fensterrahmen zum Einsatz. Die Zugänge zum Vorplatz „rufen auf den ersten Blick den Eindruck von Garageneinfahrten hervor“. Die Feierhallen, deren Raumhöhe durch satteldachartige Aufbauten mit Oberlichtern vergrößert wurde, sind mit großen Wandgemälden von Markus Lüpertz geschmückt, die sich mit den Themen Tod, Zerstörung und Ewigkeitshoffnung auseinandersetzen.
Im Rahmen des Krematoriumsneubaus wurden einige Nebengebäude errichtet. Am umgestalteten Friedhofseingang an der Straße Am Hain wurden zwei Dienstwohnhäuser, ein Verwaltungsgebäude und ein Blumenladen errichtet. Parallel zu einer älteren Tannenallee des Friedhofs wurde ein breiter Weg zum Vorplatz vor dem Krematorium angelegt. Als westlicher Abschluss des Vorplatzes dient ein schmales Gebäude mit Personalräumen und Notstromaggregat. Ein Glockenturm wurde südöstlich des Krematoriums errichtet, so dass die Trauergesellschaften nach dem Verlassen des Krematoriums über die Kondolenzhöfe am Glockenturm vorbeiziehen.
Bereits zwölf Jahre nach Inbetriebnahme des Krematoriums wurde die Verbrennungsanlage von 1987 bis 1989 für neun Millionen Mark auf den neuesten technischen Stand gebracht. Anschließend konnte das Krematorium Wilmersdorf geschlossen werden. Im Krematorium Ruhleben werden derzeit etwa 10.000 Leichen pro Jahr eingeäschert.

## Buddhistisches Gräberfeld

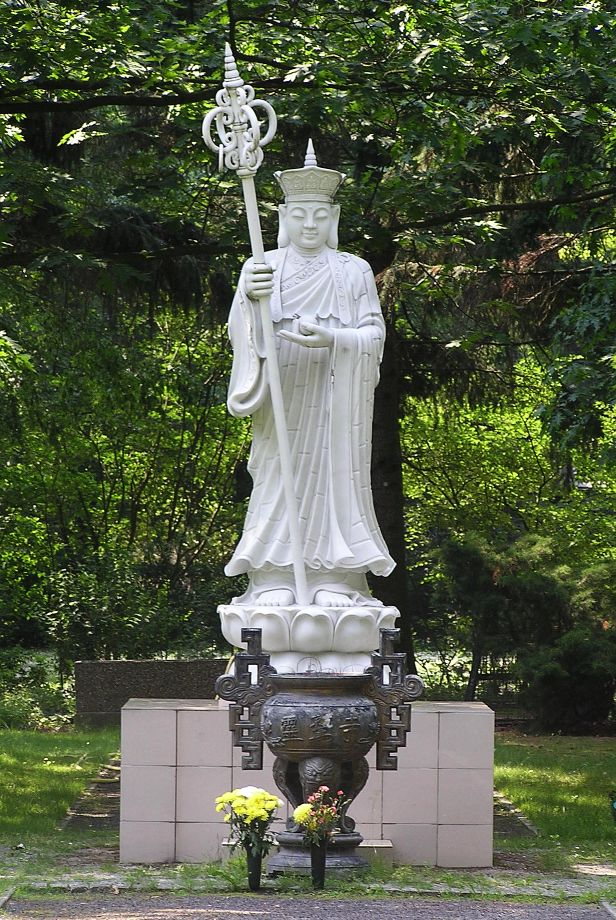
Skulptur des Bodhisattvas Ksitigarbha im buddhistischen Gräberfeld

Am 3. August 2003 wurde auf dem Friedhof Ruhleben das erste buddhistische Gräberfeld Berlins eingeweiht. Dieses im hinteren Teil des Friedhofs gelegene Feld dient der vietnamesisch-buddhistischen Gemeinde in Berlin zur Bestattung ihrer Toten. Ausgelegt ist die Anlage für 100 Erd- und 600 Urnenbestattungen. Im Zentrum wurde eine 4,30 Meter hohe Statue des Bodhisattva Tian Tan aufgestellt, einem Bodhisattva, der aus Liebe zu allen Lebewesen nicht ins Nirwana ging, um allen aus der Hölle zu helfen, bis keine Lebewesen mehr dort leben.

## Beigesetzte Persönlichkeiten

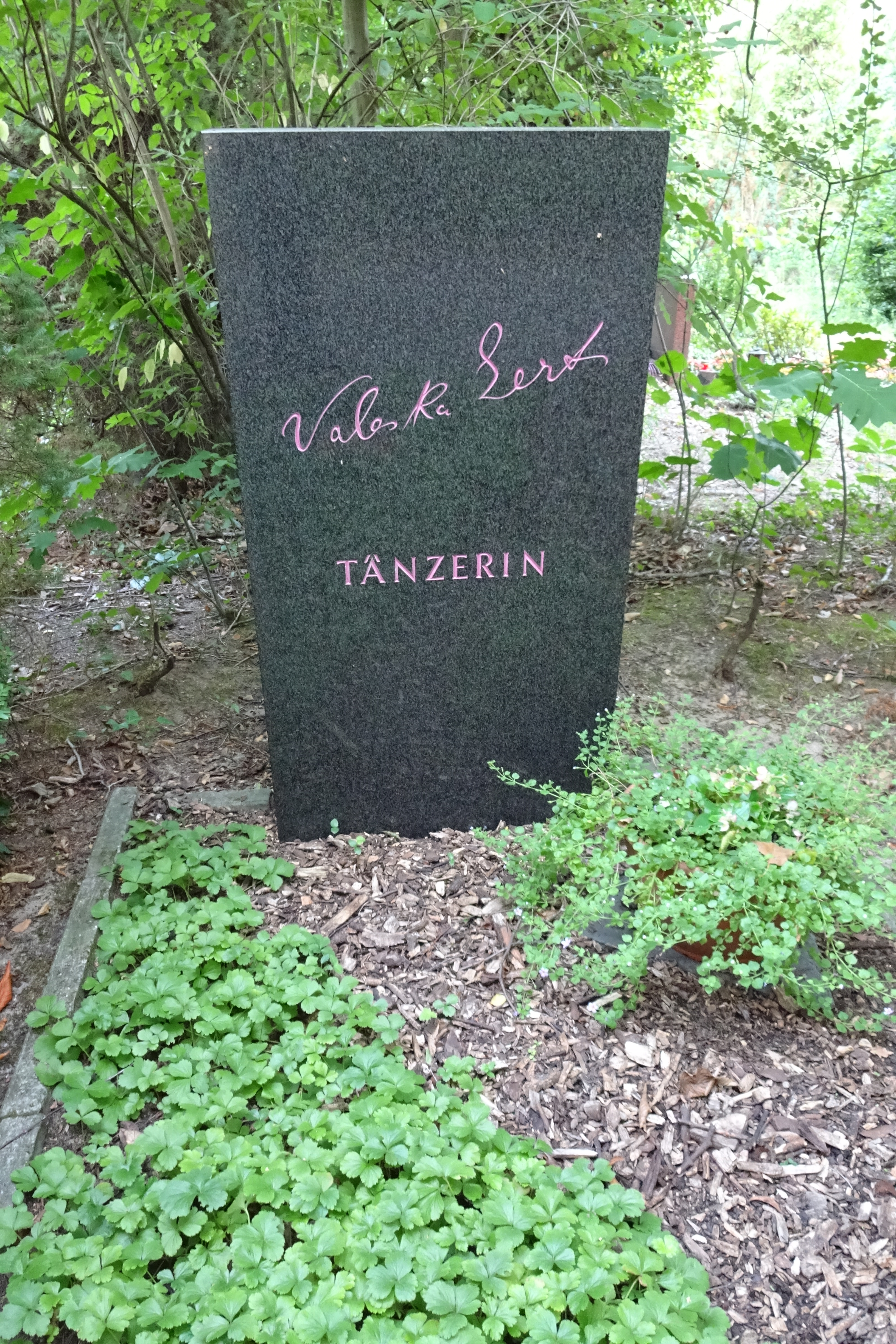
Ehrengrab der Valeska Gert

- Valeska Gert* (1892–1978), Tänzerin und Schauspielerin
- Werner Gocksch (1922–2006), Maler und Illustrator
- Robert Wolfgang Schnell* (1916–1986), Schriftsteller
- Arnold Słucki* (1920–1972), polnischer Schriftsteller

(* = Ehrengrab des Landes Berlin)

## Belege
1. ↑  Liste Berliner Friedhöfe (PDF; 84 kB) der Berliner Senatsverwaltung für Stadtentwicklung
2. ↑  Naturschutzgebiet Murellenschlucht und Schanzenwald. In: Senatsverwaltung für Stadtentwicklung Berlin: natürlich Berlin! Naturschutz- und NATURA 2000-Gebiete in Berlin. Verlag Natur & Text, Berlin 2007, S. 120–123. ISBN 978-3-9810058-3-7
3. ↑  Karl Wenke, Kriegsopferzeichen (Seite nicht mehr abrufbar, festgestellt im April 2018. Suche in Webarchiven)  Info: Der Link wurde automatisch als defekt markiert. Bitte prüfe den Link gemäß Anleitung und entferne dann diesen Hinweis. im Katalog „Bildhauerei in Berlin“
4. ↑  Otto Hitzberger, Trauernde (Seite nicht mehr abrufbar, festgestellt im April 2018. Suche in Webarchiven)  Info: Der Link wurde automatisch als defekt markiert. Bitte prüfe den Link gemäß Anleitung und entferne dann diesen Hinweis. im Katalog „Bildhauerei in Berlin“
5. ↑  Jan Rave, Rolf Rave: Krematorium in Berlin-Ruhleben. In: Bauwelt, 66. Jahrgang (1975), Heft 42, S. 1161
6. ↑  Berlin und seine Bauten: Bestattungswesen, S. 77–79
7. ↑  Jochens/May, S. 88
8. ↑  Jochens/May, S. 89
9. ↑  Der Retter in der Hölle ist da. In: Die Tageszeitung, 4. August 2003.
10. ↑  Ehrengrabstätten des Landes Berlin (Stand: Januar 2009) (PDF; 566 kB)

Koordinaten: 52° 31′ 25,1″ N, 13° 13′ 47,8″ O